# Cantaloupenburg

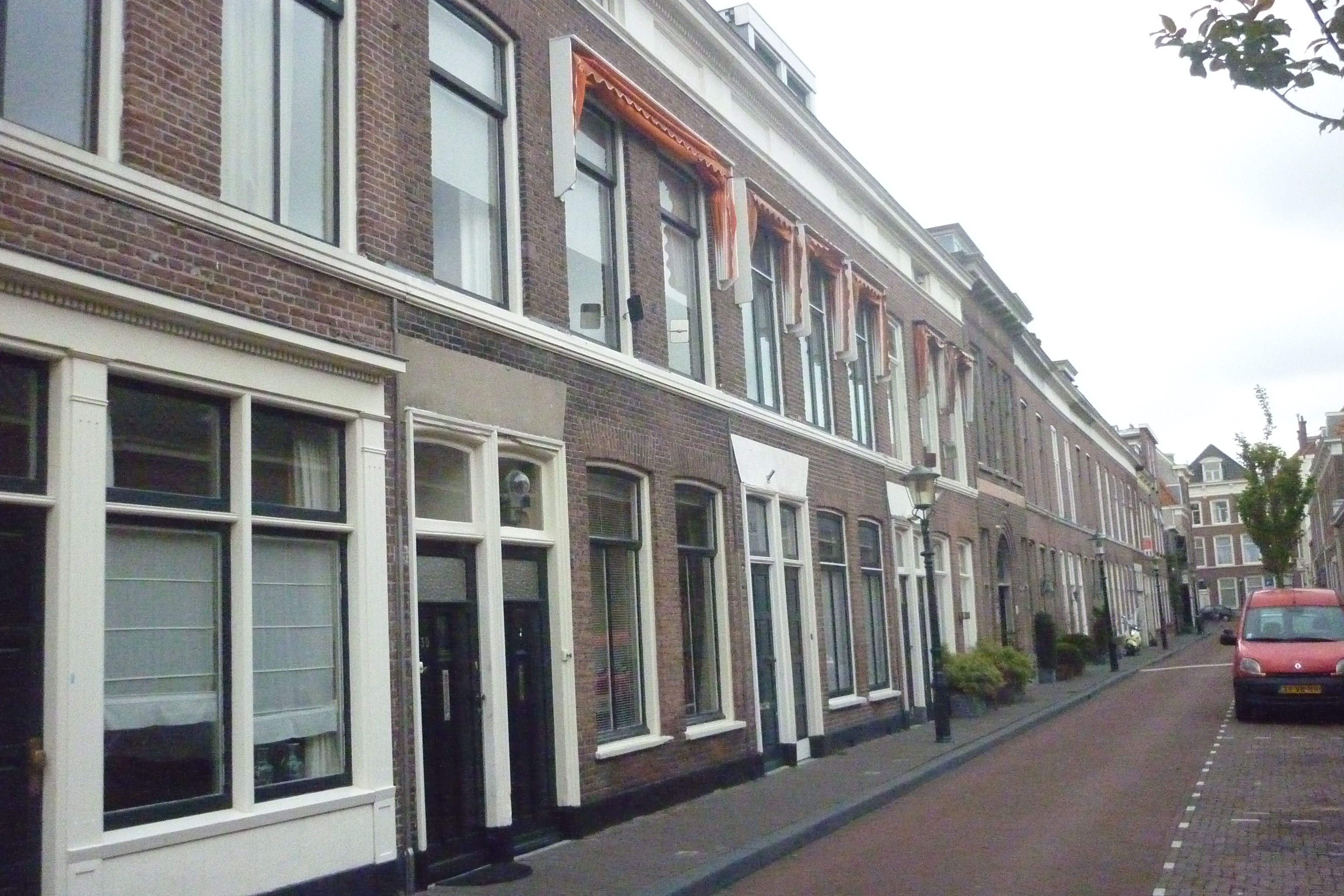

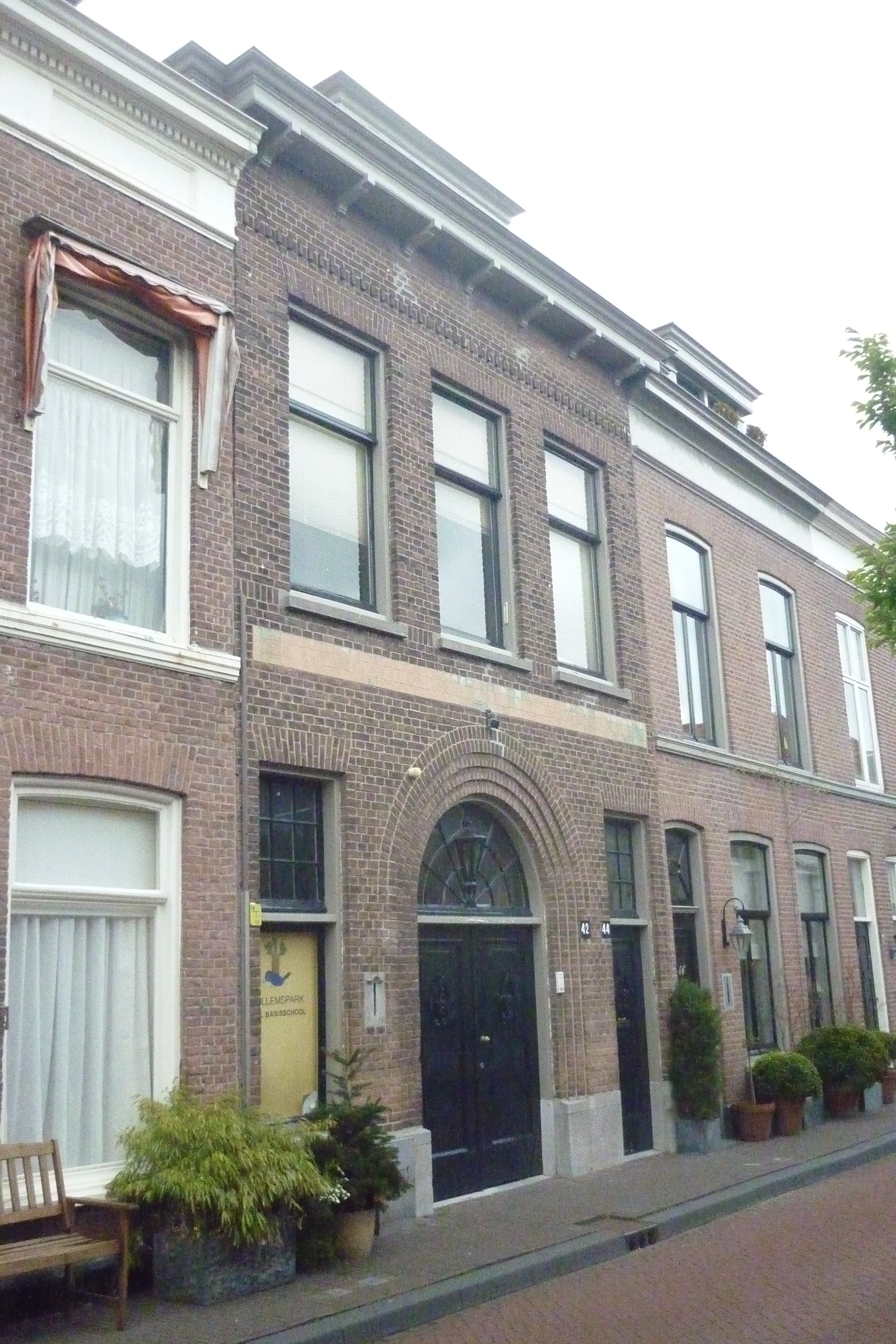
Cantaloupenburg 42

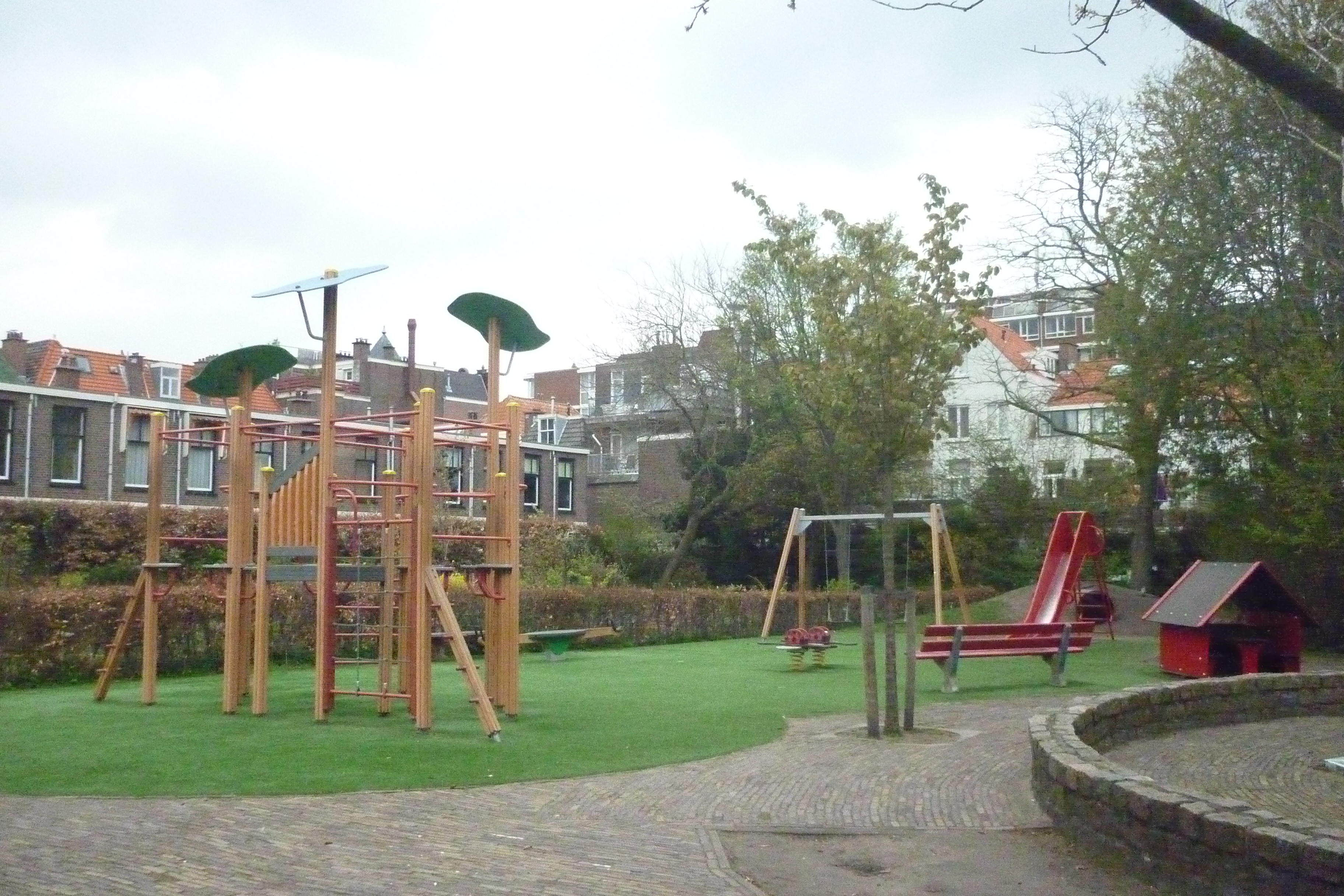
Speeltuin Cantaloup (2012)

Cantaloupenburg is een kleine straat in de wijk WIllemspark in Den Haag. Het straatje ligt tussen de Schelpkade en de Frederikstraat.
In de 19de eeuw was hier een tuinderij. In 1831 kocht aalmoezenier Anthony Haring een huis met tuinkoepel, bloemisterij en boomgaard aan de Kleine Laan Roos en Doorn. Zijn zoon was kastelein aan de Schuddegeest en verhuurde de warmoezenierstuin Cantaloupenburg. In 1851 verkocht hij de tuinderij aan Henri Eugène Fortune Duchastel de la Hovardie, die in Brussel woonde. De familie Haring behield echter het vruchtgebruik. In 1872 verkavelde Duchastel de grond. De Cantaloupenburg werd in 1874 aangelegd, waarna in 1875 aan de Schelpstraat het Hofje van Lammers werd gebouwd.
In de tuinderij kweekte men onder meer cantaloupen, genoemd naar Cantalupo, een gehuchtje in de buurt van Rome, waar deze meloenen in de tuin van de paus werden geteeld.

## Huizen
De meeste huisjes zijn aan elkaar vastgebouwd. Ze hebben twee verdiepingen en een zolder en een woonoppervlakte van 125 m². Er zijn veel huisjes verdeeld in twee appartementen. Er is één losstaand huis.
Bij nummer 42 is sinds 1990 de achteringang van de Willemsparkschool, die de hoofdingang aan de Frederikstraat heeft. De school werd in 2007 door de Stichting Haagsche Schoolvereniging overgenomen. Langs een deel van de straat loopt de zijmuur van het Hofje van Lammers.

## Hofjes
In de 18de eeuw werden een paar hofjes aan de Cantaloupenburg aangelegd voor de onderofficieren van de Frederikskazerne, die in 1770 werd gebouwd. Alleen Christinalaan bestaat nog. Het Frederikshofje werd in 1933 afgebroken,
Tussen de Schelpkade en de Cantaloupenburg ligt het Hofje van Lammers, dat in 1875 gebouwd werd.

## Speeltuin
De Cantaloup is de oudste speeltuin van Den Haag. Het speelpark ligt op het terrein van het voormalige Frederikshofje. Het werd in 1975 geopend en is bedoeld voor kinderen tot 12 jaar. Er is onder meer een voetbalveld, een zandbak, een schommel en een klimrek. In het clubhuis worden ook activiteiten georganiseerd voor ouderen.
In 2005 werden nieuwe klimtoestellen geplaatst en in 2014 werd de speeltuin gerenoveerd. Bij de graafwerkzaamheden werd asbest aangetroffen, waardoor de heropening twee maanden moest worden uitgesteld. Boudewijn Revis, wethouder BSKB (Binnenstad, Stadsontwikkeling Kerngebieden en Buitenruimte), verrichtte de heropening in november.